# Sphagnum dicladum
Sphagnum dicladum är en bladmossart som beskrevs av Warnstorf 1907. Sphagnum dicladum ingår i släktet vitmossor, och familjen Sphagnaceae. Inga underarter finns listade i Catalogue of Life.